# 巴加奇夫卡 (赫里斯季諾夫卡區)
48°51′41″N 30°5′23″E / 48.86139°N 30.08972°E
巴哈奇夫卡（烏克蘭語：Багачівка）是位於烏克蘭中部的村莊，由切爾卡瑟州烏曼區的赫里斯蒂尼夫卡市鎮負責管轄。該村始建於1920年，面積9.13平方公里，海拔高度231米，2012年人口120，人口密度每平方公里11人。